# Ministero dell'Europa e degli affari esteri (Francia)
Il Ministero dell'Europa e gli affari esteri (in francese: Ministère de l'Europe et des Affaires étrangères) è il ministero degli affari esteri della Repubblica francese. Dal 1855, la sua sede centrale si trova sul Quai d'Orsay, 37 (vicino all'Assemblea nazionale francese). "Quai d'Orsay" è spesso usato come metonimico per il ministero. Dal 21 settembre 2024 è guidato da Jean-Noël Barrot (MoDem).
Sotto la Quinta Repubblica francese, il ministero ha avuto le seguenti denominazioni: Ministero degli affari esteri, (Ministère des Affaires étrangères, 1959-1981), Ministero delle relazioni estere (Ministère des Relations extérieures, 1981-1986), Ministero degli affari esteri (Ministère des Affaires étrangères, 1986-2007), Ministero degli affari esteri ed europei (Ministère des Affaires étrangères et européennes, 2007-2012), Ministero degli affari esteri (Ministère des Affaires étrangères, 2012-2014), Ministero degli affari esteri e dello sviluppo internazionale (Ministère des Affaires étrangères et du développement international, 2014-2017) e dal 2017 ha l'attuale denominazione.

## Storia
Il ministero ha una lunga tradizione che risale all'Ancien Régime. Nel 1547, viene nominato il primo segretario di stato per gli affari esteri, Claude de L'Aubespine.

## Compiti e funzioni
La sicurezza estera, le relazioni economiche, la politica culturale estera (ad es. Organizzazioni culturali francesi come l'Institut français) sono gli obiettivi importanti dell'attività del ministero.

## Struttura
Il Ministero degli affari esteri comprende 166 ambasciate di Stati sovrani e organizzazioni internazionali che informano regolarmente il governo, così come i consolati.

## Organizzazione interna al ministro degli esteri e bilancio
Dal 1950 esiste un Segretario di Stato per gli affari europei, dal 1959 un Segretario di Stato per le questioni della Francofonia.
Il dicastero ha un budget di 4,6 miliardi di euro (2009) e impiega 14.800 persone.